# Loxophlebia crocata
Loxophlebia crocata là một loài bướm đêm thuộc phân họ Arctiinae, họ Erebidae.